# Minnie the Moocher
Minnie the Moocher is een jazzstandardnummer van Cab Calloway en zijn orkest uit 1930. Het nummer is bekend door zijn uitvoerige vocale improvisatie (scat), zoals "Hi De Hi De Hi De Ho". Tijdens uitvoeringen werd het publiek uitgenodigd deze scat na te doen, wat op den duur vaak niet vol te houden was.

## In populaire media
Minnie the Moocher werd in 1932 door de Fleischer Studios verwerkt in een tekenfilm van Betty Boop. In dit filmpje loopt Betty samen met het figuur Bimbo weg van haar gemene ouders. Ze schuilen in een grot, waar ze een spookwalrus tegenkomen. De geest begint Minnie the Moocher te zingen, geassisteerd door een orkest van geesten.
Het nummer komt ook voor in de film The Blues Brothers uit 1980, waar het door Cab Calloway zelf vertolkt wordt.